# هال إيبس
هال إيبس (بالإنجليزية: Hal Epps)‏ هو لاعب كرة قاعدة أمريكي، ولد في 26 مارس 1914 في أثينا في الولايات المتحدة، وتوفي في 25 أغسطس 2004 في هيوستن في الولايات المتحدة.

## وصلات خارجية
- هال إيبس على موقعبيزبول رفرنس.كوم (الدوري الرئيسي) (الإنجليزية)